# Abola Ubang
Abola Ubang (ur. 20 stycznia 1997) – etiopski lekkoatleta specjalizujący się w rzucie oszczepem. 
W 2013 został pierwszym w historii mistrzem Afryki juniorów młodszych (używając sprzętu o wadze odpowiedniej dla kategorii wiekowej – 700 g).

## Osiągnięcia
| Rok  | Impreza                               | Miejsce | Lokata     | Wynik |
| ---- | ------------------------------------- | ------- | ---------- | ----- |
| 2013 | Mistrzostwa Afryki juniorów młodszych | Warri   | 1. miejsce | 64,67 |